# Jack Bell
Jack Bell, właśc. John Watson Bell (ur. 6 października 1868 w Dumbarton, zm. 12 kwietnia 1956 w Leasowe) – szkocki piłkarz występujący na pozycji napastnika.

## Kariera
Jako zawodnik Dumbarton dwukrotnie sięgnął po tytuł króla strzelców ligi szkockiej – w sezonach 1890/1891 oraz 1891/1892, zdobywając odpowiednio 20 i 23 bramki. W lidze szkockiej, w barwach Dumbarton oraz Celtiku, rozegrał łącznie 94 spotkania i zdobył 67 bramek. Z Dumbarton dwukrotnie zdobył mistrzostwo Szkocji (1891, 1892), natomiast z Celtikiem dwukrotnie triumfował w Pucharze Szkocji (1899, 1900).
W barwach Everton i Preston North End rozegrał łącznie 254 spotkania i zdobył 77 bramek w Division One. Zadebiutował w tych rozgrywkach jako gracz Evertonu, 3 kwietnia 1893 w wygranym 3:0 meczu z Boltonem Wanderers, a 16 września 1893 w wygranym 4:2 pojedynku z Aston Villą, strzelił swojego pierwszego gola w Division One.
W reprezentacji Szkocji zadebiutował 29 marca 1890 w wygranym 4:1 meczu British Home Championship przeciwko Irlandii, a 2 kwietnia 1892 w przegranym 1:4 pojedynku tego samego turnieju przeciwko Anglii, zdobył swojego debiutanckiego gola w kadarze. W latach 1890–1900 w drużynie narodowej wystąpił 10 razy i strzelił pięć bramek.